# Svetovno prvenstvo v nordijskem smučanju 1930
Svetovno prvenstvo v nordijskem smučanju 1930 je sedmo svetovno prvenstvo v nordijskem smučanju, ki je potekalo med 27. februarjem in 1. marcem 1930 v Oslu, Norveška, v štirih disciplinah.

## Dobitniki medalj

### Smučarski teki
| Disciplina | Zlato            | Zlato   | Srebro           | Srebro  | Bron              | Bron    |
| 18 km      | Arne Rustadstuen | 1:19:58 | Trygve Brodahl   | 1:20:24 | Tauno Lappalainen | 1:20:30 |
| 50 km      | Sven Utterström  | 3:53:14 | Arne Rustadstuen | 3:54:07 | Adiel Paananen    | 3:57:46 |

### Nordijska kombinacija
| Disciplina | Zlato            | Zlato  | Srebro       | Srebro | Bron       | Bron   |
| Posamično  | Hans Vinjarengen | 446,00 | Leif Skagnæs | 432,61 | Knut Lunde | 428,80 |

### Smučarski skoki
| Disciplina        | Zlato           | Zlato | Srebro          | Srebro | Bron         | Bron  |
| Velika skakalnica | Gunnar Andersen | 224,4 | Reidar Andersen | 223,8  | Sigmund Ruud | 218,5 |

## Medalje po državah
| Poz | Država   | Zlato | Srebro | Bron | Skupaj |
| 1   | Norveška | 3     | 4      | 2    | 9      |
| 2   | Švedska  | 1     | 0      | 0    | 1      |
| 3   | Finska   | 0     | 0      | 2    | 2      |